# Trichocerca mollis
Trichocerca mollis is een raderdiertjessoort uit de familie Trichocercidae. De wetenschappelijke naam van deze soort is voor het eerst geldig gepubliceerd in 1936 door Edmondson.